# 阿布纳·马蒂亚斯
阿布纳·马蒂亚斯（1942年—），埃塞俄比亚正教会阿布纳（牧首）。全称“马蒂亚斯牧首陛下、第六任埃塞俄比亚大主教及牧首、圣特克莱·海玛诺特圣座的伊切戈、阿克苏姆大主教”。

## 生平
马蒂亚斯生于提格雷州色布哈县阿加美。本名特克莱马利安·阿斯拉特。1954年由厄立特里亚大主教阿布纳·马科斯祝圣为辅祭。身为辅祭的克莱马利安曾在提格雷州坦比安地区的丘赫修道院供职过14年。1963年，他被祝圣为僧侣、祭司。之后，他去往亚的斯亚贝巴求学。1971年至1976年在当地的圣三一大教堂任职。期间，埃塞俄比亚末代皇帝海尔·塞拉西遭废位，牧首狄奥斐卢斯亦为社会主义埃塞俄比亚临时军政府处决。新任阿布纳特克莱海玛诺特就职后，他成为了新牧首的代理人和亲信。1978年，军政府勒令所有与旧帝国政府有关的大主教、主教强制退休，因此，特克莱海玛诺特不得不重新祝圣十四名新主教来填补职缺。同年，特克莱马利安神父被祝圣为埃塞俄比亚教会耶路撒冷及圣地主教，并在此时袭名为阿布纳·马蒂亚斯。随后，马蒂亚斯晋铎为埃塞正教耶路撒冷大主教。1980代早期，马蒂亚斯大主教曾是最早对军政府发表谴责的教会首脑。由于此事，他在海外流亡了三十多年。在流亡前，他还革除了门格斯图·海尔·马里亚姆和政府人员的教籍。马蒂亚斯在华盛顿居住，并于彼处领导流亡的教众，通过美国之音进行反军政府宣传。1992年军政府与其牧首阿布纳·默库里乌斯倒台后，马蒂亚斯回到了埃塞俄比亚并在主教会议中重获席位。之后他曾担任北美大主教、美国大主教等职位，最后重任耶路撒冷大主教。在去耶路撒冷前，他尝试过修复亚的斯亚贝巴主教会议与流亡前牧首默库里乌斯之间的关系。
2013年2月28日，阿布纳·马蒂亚斯当选为埃塞俄比亚正教会第6任阿布纳（牧首）。3月3日，他正式就任。亚历山大科普特正教会、亚美尼亚使徒教会、印度马兰卡拉正统叙利亚教会以及许多其他教会的首脑出席了他的就任仪式。
2018年7月27日，经过协商，前流亡牧首阿布纳·默库里乌斯与马蒂亚斯成为共治牧首。